# Arichanna confluens
Arichanna confluens là một loài bướm đêm trong họ Geometridae.